# 대한민국 합동참모본부
합동참모본부(合同參謀本部, 영어: Republic of Korea Joint Chiefs of Staff, 약칭: 합참, ROK JCS)는 합동참모회의를 주축으로 각군의 전투를 주임무로 하는 작전부대에 대한 작전지휘·감독 및 합동작전·연합작전을 수행하는 대한민국 국군의 최고 사령부이자 대한민국 국방부 산하의 행정 기관이다. 1963년 6월 1일 발족하였으며, 서울특별시 용산구에 위치하고 있다. 합동참모본부 의장은 대장급 육해공군 군인으로 보한다.

## 설치 근거 및 소관 업무

### 설치 근거
- 국군조직법 제2조제2항
- 합동참모본부 직제 제2조

### 소관 업무
- 전투를 주임무로 하는 육군·해군·공군의 작전부대의 작전지휘 및 감독
- 합동작전의 수행을 위하여 설치된 합동부대의 지휘 및 감독
- 합동작전 및 연합작전의 수행
- 합동참모회의의 운영
- 군사전략 기획 및 군사력건설의 소요(所要) 결정
- 군사전략정보·군사정보의 수집 및 운용
- 군사작전의 기획 및 운용
- 자원의 소요 판단 및 기획
- 민군(民軍)작전, 심리전 및 정보작전의 수행
- 사이버작전의 지도·감독
- 지휘통신업무
- 민·관·군 통합방위작전의 수행
- 계엄과 관련된 업무
- 합동작전 지원 분야에 대한 육군·해군·공군과의 원활한 협의체계의 수립
- 합동전투 발전업무 및 육군·해군·공군 합동교육의 지도·감독
- 그 밖에 위의 사항과 관련된 업무

## 연혁
- 1948년 12월 7일: 국방부의 직할 기구로 연합참모회의를 신설.
- 1949년 5월 9일: 연합참모회의를 폐지.
- 1952년 8월 23일: 임시합동참모회의를 신설.
- 1953년 8월 3일: 임시합동참모회의를 폐지하고 임시합동참모회의/본부를 신설.
- 1954년 2월 17일: 임시합동참모회의/본부를 폐지하고 합동참모회의를 신설.
- 1954년 5월 3일: 합동참모회의를 폐지하고 연합참모본부를 신설.
- 1961년 10월 2일: 연합참모본부를 폐지하고 국방부 직할 기구로 연합참모국을 신설.
- 1963년 6월 1일: 연합참모국을 폐지하고 합동참모본부를 신설.

### 태동 및 정비기
- 1948년 12월 ~ 1963년 4월
- 1948년 국방부의 비상설 기구인 연합참모회의로 만들어져, 한국전쟁 중 제도의 필요성을 인식하고 1952년 임시합동참모회의 구성, 1954년의 합동참모회의로 발전하였다. 1954년 4월 1일 경무대의 별관청사에 상설된 당시의 합동참모회의는 1961년 국방부의 참모부서인 "연합참모국"으로 축소되어 현 남산 서울시 유스호스텔 부지에 있는 왜성대 청사로 이전했다.

### 체제 정립기
- 1963년 5월 ~ 1975년 11월
- 1963년 6월 1일부로 상설기구로 재창설한 후, 서울시 중구 필동에 있는 수도경비사령부 청사로 9월 1일 입주했다. 이후, 1968년 조직개편과 함께 1970년 9월 1일 삼각지 국방부 종합청사로 이사했다. 1975년 군령 지휘권 행사에 앞서 1974년 7월 2일부터 B-2 벙커에 주요부서를 이전했다.

### 기반 조성기
- 1975년 12월 ~ 1990년 9월
- 1975년 합동참모의장 명칭을 사용하면서 군령권을 행사하기 시작했다. 1980년대 들어서는 국방정보본부를 신설하고 정보기능을 이관했으며, 1982년 1월 20일부터 대간첩대책본부장을 겸임하게 되었다.

### 발전기
- 1990년 10월 ~ 현재
- 1990년부터 현재의 합동군제 합동참모본부가 자리잡게 되었다. 창설 기념일은 10월 1일로 재지정하고, 12월 20일에 제2청사에 입주하였다. 1992년 들어서는 군령과 군정권을 분리하고, 작전통제권 전환에 대비하기 시작했다. 1995년에는 평시작전통제권을 행사하기 시작하고 대간첩대책본부를 통합방위본부로 개칭했다. 2005년에는 전시작전통제권 전환에 대한 대비를 시작했다.

## 조직
의장 소속기관은 특별참모부로, 차장 소속기관은 일반참모부로 구별한다.

### 의장
군 최고위 참모직으로 육해공군 대장으로 보한다.
- 비서실[2]
- 공보실[3]
- 법무실[3]
- 감찰실[4]
- 분석실험실[2]

### 차장
의장과는 군을 달리하여 3명 이내로 보한다. 다만, 의장과 차장 중 1명은 육군 소속으로 보한다.
- 정보본부[7]
- 작전본부[7]
- 전략기획본부[7]
- 군사지원본부[7]

### 합동참모회의
군령에 관하여 국방부장관을 보좌하고, 주요 군사사항 등을 심의하기 위한 협의기구로 합동참모의장과 육해공군참모총장을 구성원으로 한다. 합동참모회의는 구성원(합참의장,각군참모총장) 전원의 찬성으로 의사를 결정한다.  해병대와 관련된 사항을 심의할 때에는 해병대사령관도 구성원으로 한다. <개정 2011. 7. 14.>. 특정 작전부대와 관련된 사항을 심의할 때에는 해당 작전사령관을 배석시킬 수 있다.

## 명령 체계
군의 명령 체계는 크게 군정과 군령으로 나뉘는데 군정권은 인사권을, 군령권은 작전권을 말한다.

### 군정
- 대통령
  - 국방부 장관
    - 육군 참모총장, 해군 참모총장, 공군 참모총장
      - 육군 지상작전사령관, 제2작전사령관, 해군 작전사령관, 공군 작전사령관, 해병대 사령관

### 군령
- 대통령
  - 국방부 장관
    - 합동참모의장=각군참모총장은  합동참모회의 구성원으로 참여
      - 육군 지상작전사령관, 제2작전사령관, 해군 작전사령관, 공군 작전사령관

## 같이 보기
- 합동참모의장
- 합동참모차장